# Братья Хухтенбург
Якоб и Ян ван Хухтенбург — голландские живописцы Золотого века голландского искусства. Романисты. Оба брата были уроженцами Харлема, переехали в Париж, но умерли в Амстердаме. Основной источник сведений об их жизни — труд выдающегося историографа нидерландского искусства Арнольда Хоубракена «Великий театр нидерландских художников и художниц» (De Groote Schouburgh der Nederlantsche Konstschilders en Schilderessen), oпубликованный в 1718—1721 годах. Однако некоторые дополнительные сведения противоречивы.
Якоб ван Хухтенбург (нидерл. Jacob van Huchtenburg; 1644, Харлем — похоронен 8 января 1675, Амстердам) учился у Николаса Питерса Берхема. В 1662 году он отправился в Италию и оставался в Риме до 1667 года. На обратном пути в Голландию он жил в Париже более года, где, вероятно, встречался со своим братом Яном. В 1669 году он вступил в Гильдию Святого Луки Харлема. Его картины часто путают с картинами его брата. Одна из них находится в музее Брукенталя в Сибиу (Румыния). Принц Евгений Савойский нанимал Хухтенбурга для изображения знаменитых батальных сцен, в которых он участвовал.
Ян ван Хухтенбург (нидерл. Jan van Huchtenburg; крещён 20 ноября 1647, Харлем — похоронен 2 июля 1733, Амстердам) был известным голландским живописцем, изображавшим лошадей и батальные сцены, таким же успешным, как Эсайас ван де Велде и Филипс Вауэрман. Его первым учителем был Томас Вейк. По пути к брату в Рим он, возможно, добрался только до Парижа, где служил под началом Адама Франса ван дер Мейлена на Мануфактуре гобеленов, создавая картоны для шпалер.
В 1670 году он поселился в Харлеме, где женился на Элизабет Моммес. Он держал небольшой магазин в Харлеме. Его живописный стиль схож с живописью Вауэрмана и Ван дер Мейлена, которые не могли не создавать красивые картины охоты и разбойничьих лагерей, причём главным привлекающим моментом была способность рисовать лошадей и людей в действии и разнообразной одежде.
Позже Хухтенбург отважился на изображения сражений регулярных войск в целом, и такие картины вызывали восхищение у принца Евгения Савойского и короля Вильгельма III, которые позировали художнику и поручaли ему запечатлевать на холсте главные события сражений, которые они вели на европейском континенте.

## Картины Яна ван Хухтенбурга

Всадник, стреляющий с падающей лошади. Бумага, кисть, тушь. Университетская библиотека, Лейден
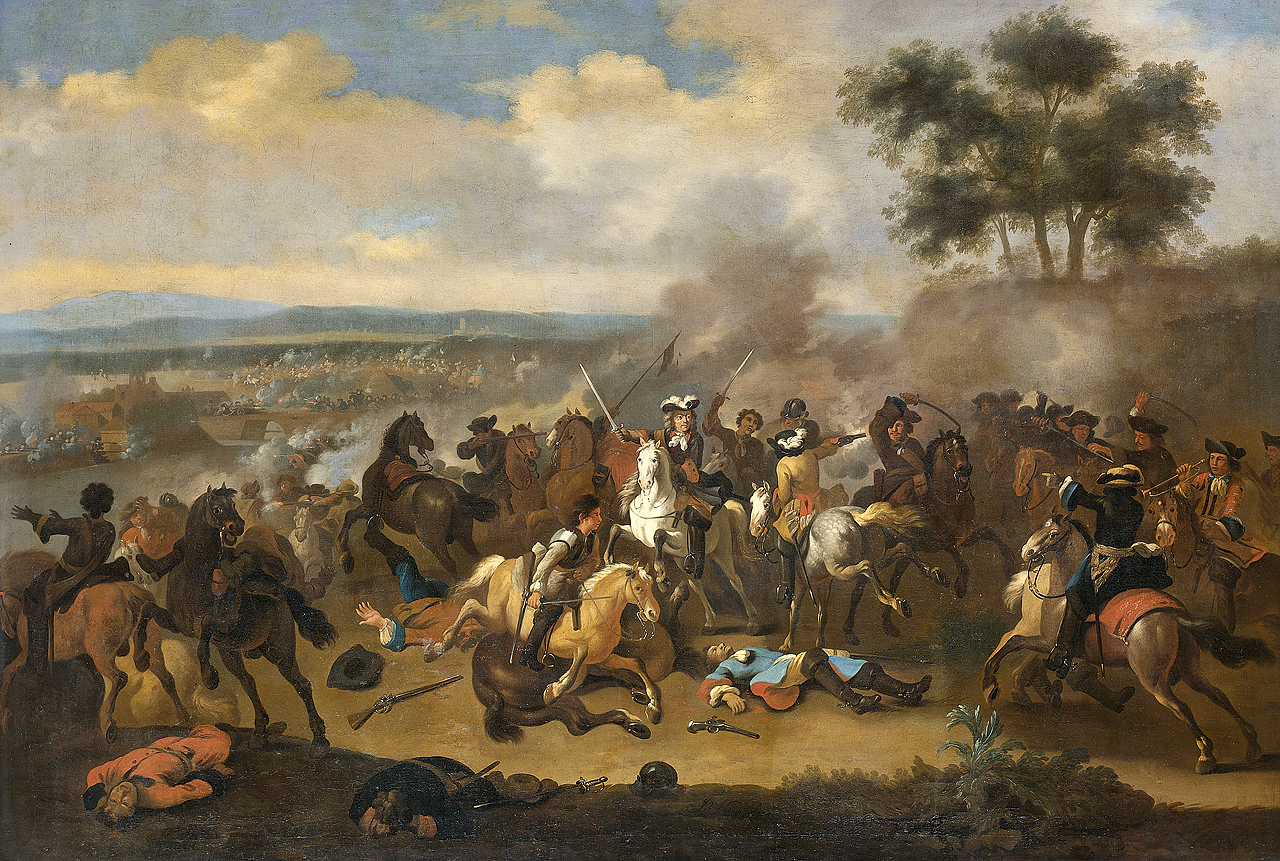
Битва при Бойне. Между 1690 и 1733. Холст, масло. Рейксмюсеум, Амстердам
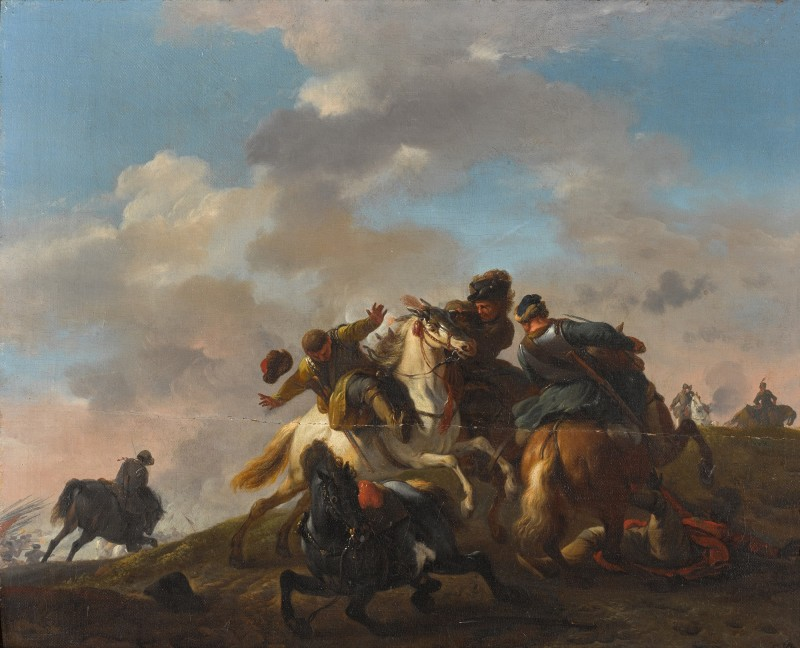
Конная схватка. Холст, масло. Частное собрание
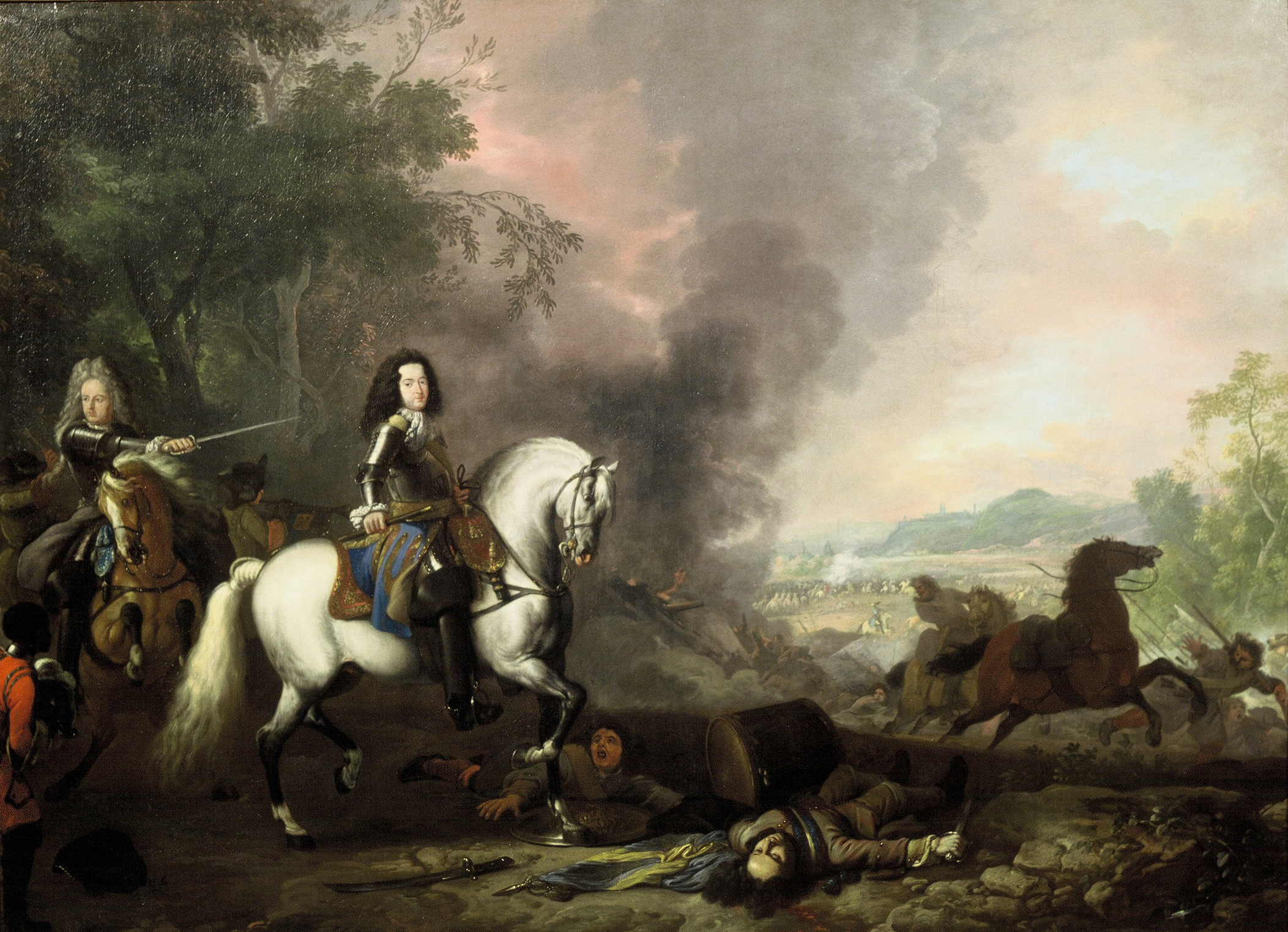
Конный портрет Хендрика Казимира II. 1692. Холст, масло. Рейксмюсеум, Амстердам
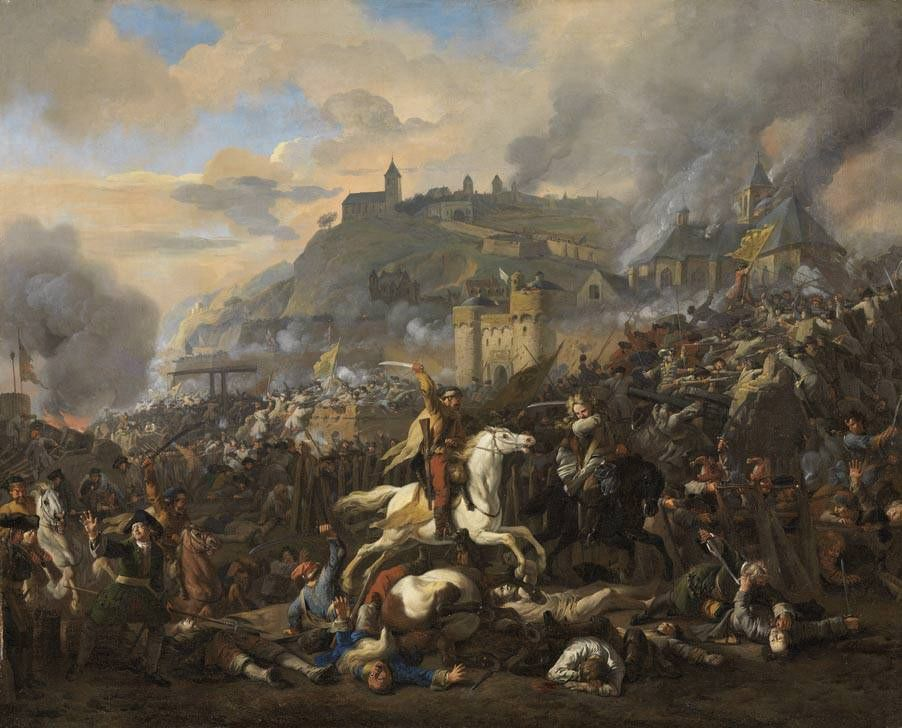
Штурм крепости. 1711. Холст, масло. Баварские Государственные собрания картин, Мюнхен
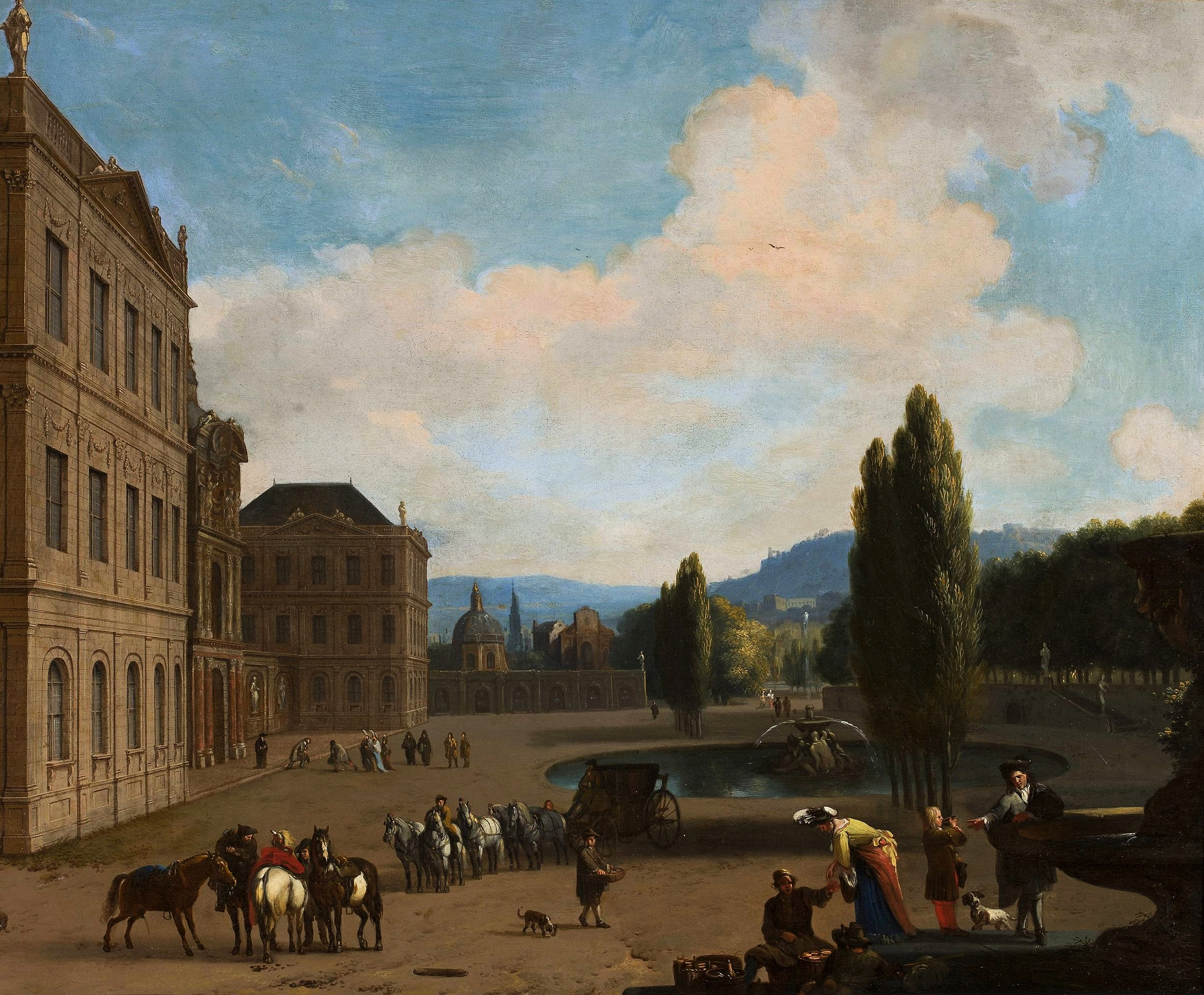
Ян ван Хухтенбург (?). Южный пейзаж. 1662. Холст, масло. Национальный музей, Варшава
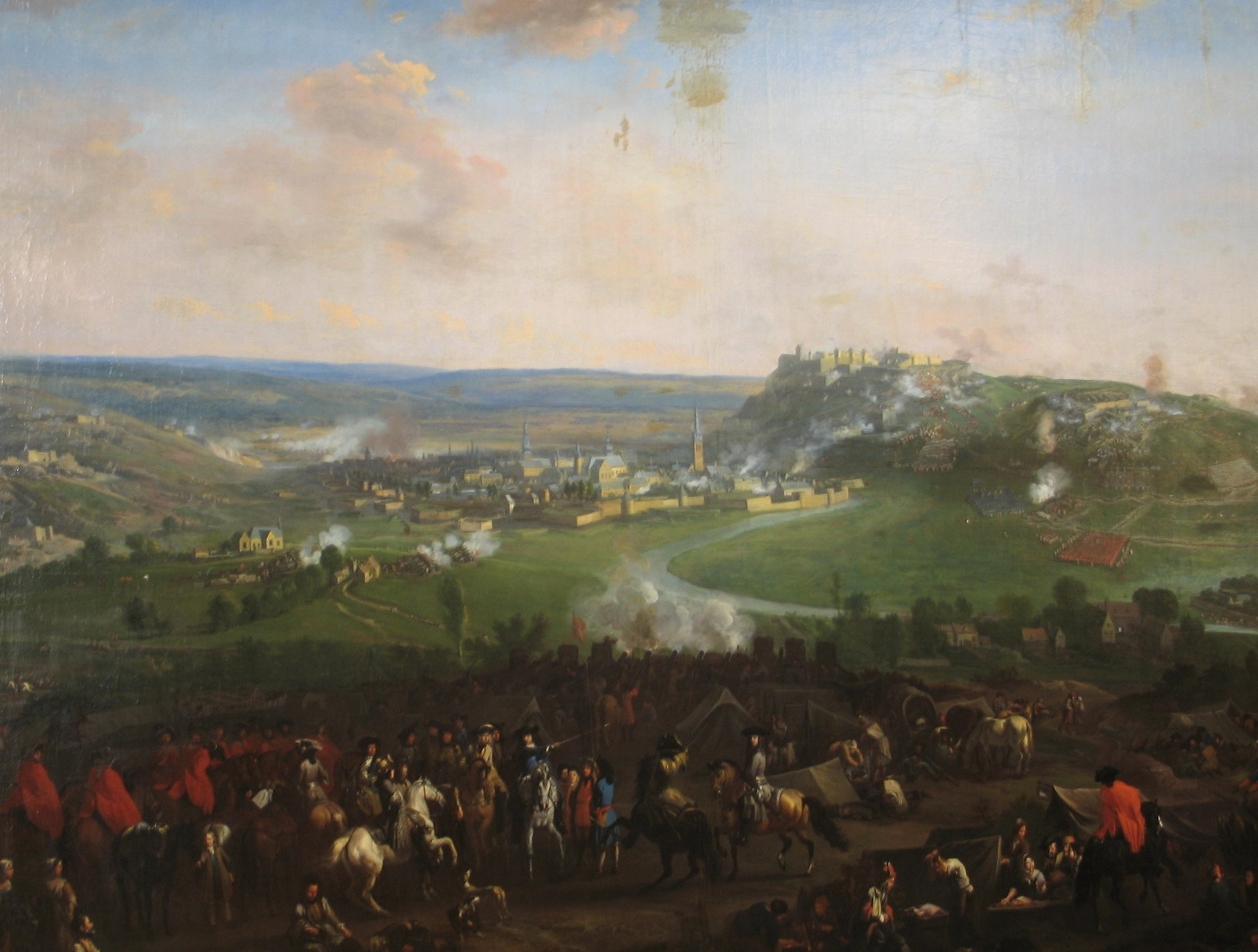
Осада Намюра. 1695. Холст, масло. Военно-исторический музей, Вена